# Liste von Orgeln in Vorpommern
Die Liste von Orgeln in Vorpommern umfasst sukzessive die erhaltenen historischen Orgeln sowie überregional bedeutende Orgelneubauten in Vorpommern. In den beiden Landkreisen Vorpommern-Rügen und Vorpommern-Greifswald und im vorpommerschen Teil des Landkreises Mecklenburgische Seenplatte gibt es um die 350 Orgeln, von denen etwa 90 % vor dem Ersten Weltkrieg gebaut wurden.

## Orgelliste
In der vierten Spalte sind die hauptsächlichen Erbauer angeführt; eine Kooperation mehrerer Orgelbauer wird durch Schrägstrich angezeigt, spätere Umbauten durch Komma. In der sechsten Spalte bezeichnet die römische Zahl die Anzahl der Manuale, ein großes „P“ ein selbstständiges Pedal, ein kleines „p“ ein nur angehängtes Pedal. Die arabische Zahl gibt die Anzahl der klingenden Register bei den heute bestehenden Orgeln an. Die letzte Spalte bietet Angaben zum Erhaltungszustand sowie Links mit weiterführender Information.
| Ort                           | Gebäude                       | Bild | Orgelbauer                                                               | Jahr                 | Manuale | Register | Bemerkungen |  |
| ----------------------------- | ----------------------------- | ---- | ------------------------------------------------------------------------ | -------------------- | ------- | -------- | --- |  |
| Abtshagen                     | Heilgeistkirche               |      | Carl August Buchholz                                                     | 1842                 | I/P     | 8        | Orgel |  |
| Ahlbeck                       | Ahlbecker Kirche              |      | Barnim Grüneberg                                                         | 1895                 | II/P    | 15       | 1962 Umbau durch Eule → Orgel |  |
| Altefähr                      | St. Nikolai                   |      | Barnim Grüneberg                                                         | 1913                 | II/P    | 11       | Orgel |  |
| Altenkirchen                  | Dorfkirche                    |      | Rudolf Böhm                                                              | 1971                 | II/P    | 16       | Orgel |  |
| Altentreptow                  | St.-Peter-Kirche              |      | Johann Simon Buchholz                                                    | 1812                 | II/P    | 31       | 1865 Erweiterung durch Barnim Grüneberg; weitgehend erhalten |  |
| Anklam                        | Marienkirche                  |      | Alexander Schuke Potsdam Orgelbau                                        | 1962                 | II/P    | 30       | 1962 Neubau unter Einbeziehung früherer Bauphasen 1946/47 und 1951/52 |  |
| Bansin                        | Waldkirche                    |      | Wilhelm Sauer                                                            |                      | II/P    | 11       | → Orgel |  |
| Barth                         | St.-Marien-Kirche             |      | Johann Simon Buchholz/Carl August Buchholz                               | 1821                 | III/P   | 50       | 1896 Erweiterungsumbau durch Barnim Grüneberg; weitgehend erhalten → Orgel |  |
| Benz                          | St. Petri                     |      | Friedrich Wilhelm Kaltschmidt                                            | 1847                 | I/P     | 10       | erweitert und verändert I/12 → Orgel |  |
| Bergen auf Rügen              | St.-Marien-Kirche             |      | Felix Johannes und Felix Grüneberg                                       | 1909                 | II/P    | 28       | hinter Gehäuse Gehäuse der Vorgängerorgel von 1742 (1724), 2006–2009 restauriert durch Orgelbau Christian Scheffler                                                                                          |  |
| Bergholz                      | Kirche Bergholz               |      | Emil Kaltschmidt                                                         | 1864                 | I/P     | 10       | |  |
| Bobbin                        | St.-Pauli-Kirche              |      | Barnim Grüneberg                                                         | 1881                 | I/P     | 6        | 1842 erbaut von Carl August Buchholz; 2007 Restaurierung und Prospekteinbau durch Orgelbau- und Restaurierungswerkstatt Rainer Wolter (Dresden)                                                              |  |
| Bodstedt                      | St.-Ewalds-Kirche Bodstedt    |      | Friedrich Albert Mehmel                                                  | 1887                 | II/P    | 11       | 1987 Generalüberholung durch Orgelbau- und Restaurierungswerkstatt Rainer Wolter, 2011 Ausreinigung/Generalüberholung durch die Werkstatt für historische Tasteninstrumente Schmidt (Rostock)                |  |
| Brandshagen                   | Marienkirche                  |      | Franz Beyer                                                              | 1922                 | II/P    | 11       | → Orgel |  |
| Bretwisch                     | Kirche Bretwisch              |      | Friedrich Albert Mehmel                                                  | 1868                 | II/P    | 6        | |  |
| Demmin                        | St. Bartholomaei              |      | Johann Simon Buchholz/Carl August Buchholz                               | 1819                 | IV/P    | 64       | 1867 Umbau und Erweiterung durch Barnim Grüneberg → Orgel |  |
| Dersekow                      | Kirche Dersekow               |      | Friedrich Albert Mehmel                                                  | 1861                 | II/P    | 11       | 1997 Restaurierung durch Orgelbau- und Restaurierungswerkstatt Rainer Wolter (Dresden); 2012 umfassende Reparatur und Instandsetzung durch die Werkstatt für historische Tasteninstrumente Schmidt (Rostock) |  |
| Deyelsdorf                    | Kirche Deyelsdorf             |      | Friedrich Albert Mehmel                                                  | 1878                 | I       | 7        | Orgel ursprünglich 1694 von Arp Schnitger, 1742 in Deyelsdorf aufgestellt, 1878 Neubau hinter dem alten Prospekt; 1998 Restaurierung durch Orgelbau- und Restaurierungswerkstatt Rainer Wolter               |  |
| Ducherow                      | Dorfkirche                    |      | Friedrich Wilhelm Kaltschmidt                                            | 1850                 | I/P     | 6        | |  |
| Eixen                         | Kirche Eixen                  |      | Friedrich Albert Mehmel                                                  | 1853                 | II/P    | 9        | |  |
| Elmenhorst                    | Kirche Elmenhorst             |      | Friedrich Albert Mehmel                                                  | 1870                 | II/P    | 9        | 1999 Restaurierung durch Orgelbau- und Restaurierungswerkstatt Rainer Wolter → Orgel |  |
| Flemendorf                    | St.-Marien-Kirche             |      | Barnim Grüneberg                                                         | 1855 (1858?)         | I/P     | 8        | 2003 restauriert durch Fa. Mecklenburger Orgelbau |  |
| Garz/Rügen                    | St. Petri                     |      | Carl August Buchholz                                                     | 1836                 | II/P    | 12       | 1914 Umbau durch Barnim Grüneberg; 1995 Restaurierung durch Orgelbau- und Restaurierungswerkstatt Rainer Wolter                                                                                              |  |
| Gingst                        | Sankt-Jacob-Kirche            |      | Christian Erdmann Kindten                                                | 1790                 | II/P    | 22       | weitgehend erhalten |  |
| Glowe                         | St. Birgitta                  |      | Jehmlich Orgelbau Dresden                                                | 1988                 | II/P    | 10       | → Orgel |  |
| Görmin                        | St.-Marien-Kirche             |      | Barnim Grüneberg                                                         | 1852/1853            | I/P     | 7        | für Weltausstellung Paris 1855 gebaut, gehört zu den ältesten Instrumenten mit Kegelladen in Vorpommern |  |
| Greifswald-Wieck              | Bugenhagenkirche              |      | Friedrich Albert Mehmel                                                  | 1883                 | II/P    | 13       | |  |
| Greifswald                    | St.-Jacobi-Kirche             |      | Alexander Schuke Potsdam Orgelbau                                        | 1966                 | II/P    | 30       | |  |
| Greifswald                    | St.-Marien-Kirche             |      | Friedrich Albert Mehmel                                                  | 1866                 | III/P   | 32       | |  |
| Greifswald                    | Dom St. Nikolai               |      | Jehmlich Orgelbau Dresden, Carl August Buchholz                          | 1831/1832, 1987/1988 | III/P   | 51       | Prospekt und 15 Register von Buchholz erhalten |  |
| Schloss Griebenow             | Schlosskapelle                |      | unbekannt                                                                | 1654                 | I       | 2        | ältestes Positiv in Vorpommern |  |
| Grimmen                       | St.-Marien-Kirche             |      | Mitteldeutscher Orgelbau A. Voigt                                        | 1992                 | III/P   | 24       | Neubau im Gehäuse von Carl August Buchholz (um 1830) |  |
| Gristow (Mesekenhagen)        | Dorfkirche                    |      | Johann Simon Buchholz/Carl August Buchholz                               | 1820                 | I/P     | 15       | im 19. Jahrhundert durch Barnim Grüneberg erweitert |  |
| Groß Bünzow                   | Kirche Groß Bünzow            |      | Carl August Buchholz                                                     | 1840                 | I/P     | 8        | ursprünglich für St.-Katharinen-Kirche (Leplow) gebaut, seit 1980 in Groß Bünzow |  |
| Groß Luckow                   | Dorfkirche                    |      | Schlag & Söhne                                                           | 1919                 | II/P    | 8        | restauriert 1985 → Orgel |  |
| Groß Mohrdorf                 | Dorfkirche Groß Mohrdorf      |      | Friedrich Albert Mehmel                                                  | 1870                 | II/P    | 10       | 1999 Teilrestaurierung durch Orgelbau- und Restaurierungswerkstatt Rainer Wolter |  |
| Groß Zicker                   | Dorfkirche Groß Zicker        |      | Barnim Grüneberg                                                         | 1864                 | I/P     | 5        | 1999 Generalüberholung durch Orgelbau- und Restaurierungswerkstatt Rainer Wolter |  |
| Gützkow                       | Nikolaikirche                 |      | Barnim Grüneberg                                                         | 1915                 | II/P    | 23       | Gehäuse von Carl August Buchholz (1831), 1965 Umbau durch Reinhard Schmeisser |  |
| Gustow                        | Dorfkirche                    |      | Johann Nikolaus Fischer                                                  | 1860                 | I/p     | 8        | Orgel |  |
| Hanshagen                     | Kirche Hanshagen              |      | Carl August Buchholz                                                     | 1839                 | II/P    | 8        | 1860 durch Friedrich Albert Mehmel um ein zweites Manual erweitert und 1954 durch Barnim Grüneberg jr. umdisponiert                                                                                          |  |
| Heringsdorf                   | Kirche im Walde               |      | Barnim Grüneberg                                                         | 1914                 | II/P    | 11       | erbaut unter Verwendung des Pfeifenwerks der Vorgängerorgel, 1956 Klangumbau → Orgel |  |
| Heringsdorf                   | Stella Maris                  |      | Werner Bosch                                                             | 1995                 | II/P    | 9        | → Orgel |  |
| Hohenbüssow (Alt Tellin)      | Kirche Hohenbüssow            |      | Barnim Grüneberg                                                         | 1868                 | I/P     | 5        | 2002 Restaurierung durch Orgelbau- und Restaurierungswerkstatt Rainer Wolter |  |
| Jarmen                        | St.-Marien-Kirche             |      | Felix und Georg Grüneberg                                                | 1911                 | II/P    | 20       | |  |
| Kartlow                       | St.-Johannis-Kirche           |      | Barnim Grüneberg                                                         | 1870                 | II/P    | 10       | |  |
| Kemnitz                       | Heilig-Kreuz-Kirche           |      | Johann Friedrich Nerlich                                                 | 1855                 | II/P    | 10       | Umbauten 1885 durch Friedrich Albert Mehmel und 1963 durch W. Sauer Orgelbau |  |
| Kloster                       | Inselkirche                   |      | Alexander Schuke                                                         | 1942                 | II/P    | 8        | → Orgel |  |
| Kölzin                        | St. Marien                    |      | Friedrich Albert Mehmel                                                  | 1862                 | I/P     | 5        | |  |
| Koserow                       | Ev. Kirche                    |      | Barnim Grüneberg                                                         | 1897                 | I/P     | 9        | 1994 Generalüberholung durch Orgelbau- und Restaurierungswerkstatt Rainer Wolter, 2012 Restaurierung Mecklenburger Orgelbau → Orgel                                                                          |  |
| Kröslin                       | Ev. Kirche                    |      | Barnim Grüneberg                                                         | 1856                 | I/P     | 9        | 2002 Restaurierung durch Orgelbau- und Restaurierungswerkstatt Rainer Wolter → Orgel |  |
| Krummin                       | Ev. Kirche                    |      | Barnim Grüneberg                                                         | 1865                 | I/P     | 9        | 1993 Restaurierung durch Orgelbau- und Restaurierungswerkstatt Rainer Wolter → Orgel |  |
| Lancken-Granitz               | Dorfkirche                    |      | Barnim Grüneberg                                                         | 1860                 | I/P     | 8        | Zuschreibung; 2001 Restaurierung durch Orgelbau- und Restaurierungswerkstatt Rainer Wolter |  |
| Lassan                        | St. Johannis                  |      | Carl August Buchholz                                                     | 1832                 | II/P    | 17       | 1986 Generalüberholung durch Orgelbau- und Restaurierungswerkstatt Rainer Wolter (Dresden) → Orgel |  |
| Liepe                         | St. Johannes                  |      | Barnim Grüneberg                                                         | 1860                 | I/P     | 7        | 1997 restauriert → Orgel |  |
| Luckow                        | Fachwerkkirche Luckow         |      | Emil Kaltschmidt                                                         | 1883                 |         |          | Verkleinerung der Barockorgel, deren Prospekt erhalten ist |  |
| Meiersberg                    | Kirche Meiersberg             |      | Emil Kaltschmidt                                                         | 1888                 | I/P     | 5        | |  |
| Mellenthin                    | Dorfkirche Mellenthin         |      | Barnim Grüneberg                                                         | 1879                 | I/p     | 4        | → Orgel |  |
| Merz                          | Dorfkirche Merz               |      | Carl August Buchholz                                                     | 1830                 | I/P     | 9        | |  |
| Morgenitz                     | Dorfkirche                    |      | Barnim Grüneberg                                                         | 1894                 | I/P     | 5        | |  |
| Nehringen                     | St.-Andreas-Kirche            |      | Friedrich Albert Mehmel                                                  | 1869                 | II/P    | 16       | [ 5 ] |  |
| Neuenkirchen (bei Greifswald) | Kirche Neuenkirchen           |      | Johann Friedrich Nerlich                                                 | 1836                 | I/P     | 11       | |  |
| Neuendorf                     | Gemeindehaus Uns Taufluchr    |      | Alexander Schuke                                                         | 1993                 | I       | 4        | Truhenorgel → Orgel |  |
| Niepars                       | Dorfkirche Niepars            |      | Friedrich Albert Mehmel                                                  | 1867                 | II/P    | 10       | 1999 Restaurierung durch Orgelbau- und Restaurierungswerkstatt Rainer Wolter |  |
| Pasewalk                      | St. Otto                      |      | Felix Johannes Grüneberg                                                 | 1913                 | II/P    | 13       | |  |
| Patzig                        | St.-Margarethen-Kirche        |      | Johann Friedrich Nerlich/Haase                                           | 1846                 | I/p     | 7        | |  |
| Penkun                        | Ev. Stadtkirche Penkun        |      | Barnim Grüneberg                                                         | 1863                 | II/P    | 13       | im Zweiten Weltkrieg beschädigt, 1959 restauriert durch Barnin Grüneberg junior, Greifswald |  |
| Pinnow                        | Dorfkirche Pinnow             |      | Johann Friedrich Nerlich                                                 | 1847                 | I/P     | 8        | Orgel |  |
| Putbus                        | Schlosskirche Putbus          |      | Barnim Grüneberg                                                         | 1892                 | II/P    | 14       | 1995 Generalüberholung durch Orgelbau- und Restaurierungswerkstatt Rainer Wolter |  |
| Pütte                         | Ev. Dorfkirche                |      | Carl August Buchholz                                                     | 1829                 | II/P    | 14       | 2014 Restaurierung durch die Firma Historische Tasteninstrumente Schmidt (Rostock) |  |
| Rambin                        | St. Johannes                  |      | VEB Frankfurter Orgelbau Sauer                                           | 1972                 | I/P     | 8        | Orgel |  |
| Ribnitz-Damgarten             | Marienkirche Ribnitz          |      | Jehmlich Orgelbau Dresden                                                | 1994                 | III/P   | 38       | |  |
| Richtenberg                   | Sankt-Nikolai-Kirche          |      | Friedrich Albert Mehmel                                                  | 1861                 | II/P    | 18       | |  |
| Sagard                        | St.-Michael-Kirche            |      | Christian Erdmann Kindten                                                | 1795                 | II/P    | 23       | zum großen Teil erhalten Orgel |  |
| Sassnitz                      | St.-Johannis-Kirche           |      | Ferdinand Dinse                                                          | 1899                 | II/P    | 13       | weitgehend erhalten |  |
| Schlatkow                     | Dorfkirche Schlatkow          |      | Barnim Grüneberg                                                         | 1863                 | I/P     | 8        | |  |
| Schlemmin                     | Ev. Dorfkirche                |      | Carl August Buchholz                                                     | 1841                 | I/P     | 8        | Prospektpfeifen wurden 1917 für Kriegszwecke abgegeben, 2001–2002 restauriert durch Fa. Martin-Christian Schmidt                                                                                             |  |
| Starkow                       | St.-Jürgen-Kirche (Starkow)   |      | Friedrich Albert Mehmel                                                  | 1860                 | II/P    | 17       | |  |
| Steinhagen                    | Dorfkirche Steinhagen         |      | Friedrich Albert Mehmel                                                  | 1863                 | II/P    | 12       | 1992 restauriert |  |
| Stolpe auf Usedom             | Kirche Stolpe auf Usedom      |      | unbekannt                                                                | um 1775              | I/P     | 7        | Umbauten im 19. Jahrhundert durch Christian Friedrich Völkner und 1969 durch Günter Bahr |  |
| Stoltenhagen                  | Dorfkirche                    |      | Carl August Buchholz                                                     | 1839                 | I/P     | 9        | 2021 restauriert → Orgel |  |
| Stralsund                     | Heilgeistkirche               |      | Carl August Buchholz                                                     | 1829                 | II/P    | 17       | 1969 Erweiterungsumbau durch Alexander Schuke Potsdam Orgelbau; Prospekt und 8 Register von Buchholz erhalten                                                                                                |  |
| Stralsund                     | St.-Jakobi-Kirche             |      | Orgelwerkstatt Wegscheider                                               | 2023?                | III/P   | 51       | Neubau im Gehäuse von Christian Gottlieb Richter (1741), der sich an der Vorgängerorgel von Richter und Ernst Julius Marx (1783) orientiert → Orgel                                                          |  |
| Stralsund                     | St.-Marien-Kirche             |      | Friedrich Stellwagen, Orgelwerkstatt Wegscheider                         | 1659, 1999–2008      | III/P   | 51       | Gehäuse und 550 Pfeifen von Stellwagen erhalten, Rest rekonstruiert → Orgel |  |
| Stralsund                     | St.-Nikolai-Kirche            |      | Carl August Buchholz, Orgelwerkstatt Wegscheider/Johannes Klais Orgelbau | 1841, 2003–2006      | III/P   | 56       | 30 % von Buchholz erhalten, Rest rekonstruiert → Orgel |  |
| Strasburg (Uckermark)         | St. Marien                    |      | Carl August Buchholz                                                     | 1845                 | II/P    | 30       | 1930er Jahre und 1973 Neudispositionen, einige Register von Buchholz erhalten |  |
| Swantow                       | St. Stephanus                 |      | Johann Friedrich Nerlich                                                 | 1846                 | I/p     | 7        | → Orgel |  |
| Torgelow                      | Christuskirche                |      | Friedrich Albert Mehmel/Paul Mehmel                                      | 1890                 | II/P    | 14       | 1938 Umbau durch Barnim Gruneberg jr. |  |
| Trent                         | St.-Katharinen-Kirche         |      | Friedrich Albert Mehmel                                                  | 1861                 | II/P    | 11       | 1999 Restaurierung durch Orgelbau- und Restaurierungswerkstatt Rainer Wolter |  |
| Usedom                        | St. Marien                    |      | Barnim Grüneberg                                                         | 1904                 | II/P    | 14       | 2025 restauriert und rekonstruiert → Orgel |  |
| Tribsees                      | St. Thomas                    |      | Carl August Buchholz                                                     | 1831                 | II/P    | 24       | 1996 Restaurierung durch Orgelbau- und Restaurierungswerkstatt Rainer Wolter |  |
| Vilmnitz                      | Maria-Magdalena-Kirche        |      | Friedrich Albert Mehmel                                                  | 1866                 | II/P    | 10       | |  |
| Völschow                      | Kirche Völschow               |      | Felix Grüneberg                                                          | 1937                 | II/P    | 9        | von Orgelbewegung beeinflusst |  |
| Vorland                       | Kirche Vorland                |      | Friedrich Albert Mehmel                                                  | 1875                 | II/P    | 11       | 1997 Restaurierung durch Orgelbau- und Restaurierungswerkstatt Rainer Wolter |  |
| Wehrland                      | St. Nikolai                   |      | W. Remler                                                                | 1866                 | II/P    | 8        | Orgel |  |
| Weitenhagen                   | Dorfkirche                    |      | Friedrich Albert Mehmel                                                  | 1862                 | I/P     | 6        | Orgel |  |
| Wiek                          | St. Georg                     |      | August Wilhelm Grüneberg, Friedrich Albert Mehmel                        | 1826, 1876           | II/P    | 11       | Orgel |  |
| Wolgast                       | St.-Petri-Kirche              |      | W. Sauer Orgelbau                                                        | 1988                 | II/P    | 22       | → Orgel |  |
| Wusterhusen                   | Johanneskirche                |      | Carl August Buchholz                                                     | 1841                 | II/P    | 17       | 2024 restauriert → Orgel |  |
| Zemmin (Bentzin)              | Dorfkirche Zemmin             |      | Emil Kaltschmidt                                                         | um 1880              | I/p     | 4        | hinter barockem Prospekt (um 1700) |  |
| Zingst                        | Peter-Pauls-Kirche            |      | W. Sauer Orgelbau                                                        | 1863                 | II/P    | 17       | Neubau von Sauer in das Gehäuse von Friedrich Albert Mehmel (1986). |  |
| Zirkow                        | St. Johannes-Kirche           |      | Friedrich Albert Mehmel                                                  | 1888                 | II/P    | 9        | 2001 Spielbarmachung durch Orgelbau- und Restaurierungswerkstatt Rainer Wolter |  |
| Züssow                        | Kirchsaal des Diakonievereins |      | W. Sauer Orgelbau                                                        | 1957                 | II/P    | 17       | Orgel, erste Orgel der Firma mit rein mechanischen Trakturen, seit 2010 im Orgelmuseum Malchow |  |
| Zudar                         | St.-Laurentius-Kirche         |      | Friedrich Albert Mehmel                                                  | 1884                 | I/P     | 7        | 1985 Generalüberholung / 2000 Restaurierung und Prospekteinbau durch Orgelbau- und Restaurierungswerkstatt Rainer Wolter                                                                                     |  |